# Приз имени Джерри Уэста
Приз и́мени Дже́рри Уэ́ста (англ. Jerry West Award) — это ежегодная баскетбольная награда, вручаемая Залом славы баскетбола имени Джеймса Нейсмита лучшему атакующему защитнику в студенческом мужском баскетболе. Премия названа в честь атакующего защитника «Лос-Анджелес Лейкерс», чемпиона и самого ценного игрока финала НБА, 14-кратного участника матча всех звёзд НБА Джерри Уэста.
Первым обладателем этой награды стал Д’Анджело Расселл из университета штата Огайо. Действующим обладателем этой премии является Майлз Пауэлл из университета Сетон Холл.